# 京都製菓製パン技術専門学校
京都製菓製パン技術専門学校（きょうとせいかせいぱんぎじゅつせんもんがっこう）は、学校法人大和学園が設置・運営する製菓の専門学校。1998年（平成10年）に開校した。

## 沿革

### 年表
- 1987年（昭和62年） - 京都調理師専門学校に製菓技術科開設[1]
- 1998年（平成10年） - 京都製菓技術専門学校を開校[1]
- 1999年（平成11年） - 京都製菓技術専門学校に通信教育部を開設[1]
- 2008年（平成20年） - 上級製菓技術科（2年制）を開設[1]
- 2010年（平成22年） - 上級製菓技術科を細分化し、パティスリー・ショコラ上級科、カフェスイーツ上級科、製パン上級科、京菓子上級科の4学科を置く[1]
- 2013年（平成25年） - 4学科（パティスリー・ショコラ上級科、カフェスイーツ上級科、製パン上級科、京菓子上級科）が職業実践専門課程に認定[1]
- 2015年（平成27年） - 製パン上級科をパン上級科に、京菓子上級科を和菓子上級科に名称変更[1]
- 2017年（平成29年） - 太秦キャンパスに新校舎完成[1]
- 2018年（平成30年） -
  - 京都製菓技術専門学校を京都製菓製パン技術専門学校に名称変更[1]
  - 太秦キャンパスに京都調理師専門学校・京都製菓製パン技術専門学校を移転開設[1]
- 2019年（平成31年/令和元年） - 2020年度からの高等教育修学支援新制度の対象機関となることが決定[1]

## 設置学科
2年制
- パティシエ・ショコラティエ上級科
- カフェスイーツ上級科
- 和菓子上級科
- パン上級科

1年制
- 製菓技術科

1.5年制
- 製菓技術科夜間部

## 所在地
〒616-8083
京都市右京区太秦安井西沢町4番5

## 交通手段
- 地下鉄東西線「太秦天神川」駅 出口１番より徒歩４分
- 嵐電（京福電車）嵐山本線「嵐電天神川」駅より徒歩５分
- ＪＲ山陰本線（嵯峨野線）「花園」駅より徒歩１３分
- 市バス「京都先端科学大学前」より徒歩１分